# Хальсбрюке
Хальсбрюке (нем. Halsbrücke) — община в Германии, в земле Саксония. Подчиняется административному округу Кемниц. Входит в состав района Средняя Саксония.  Население составляет 5392 человека (на 31 декабря 2010 года). Занимает площадь 41,07 км².
Коммуна подразделяется на 7 сельских округов.

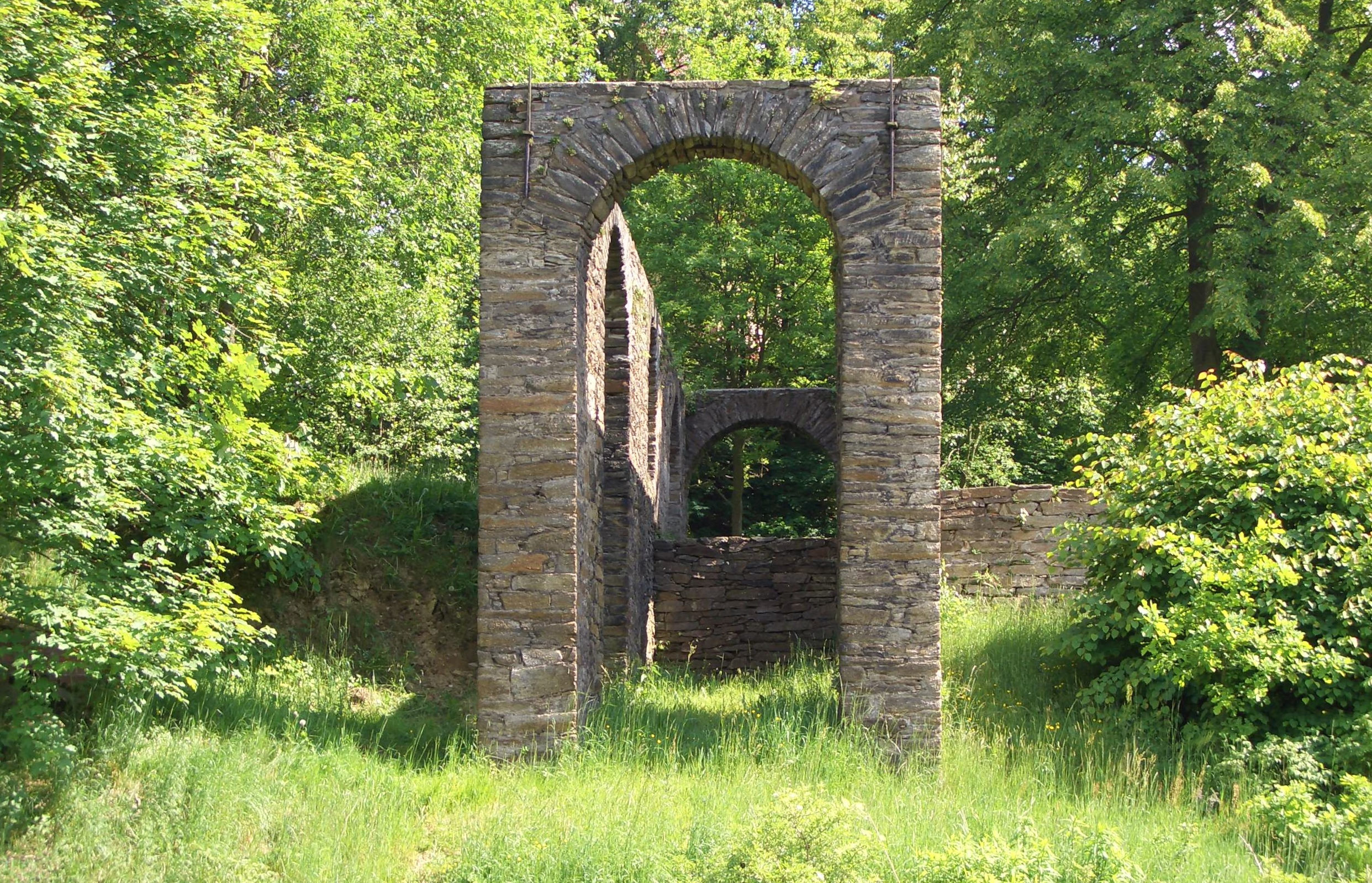
Хальсбрюке